# Distretto di Samarai-Murua
Il distretto di Samarai-Murua (in inglese Samarai-Murua District) è un distretto della Papua Nuova Guinea appartenente alla provincia della Baia di Milne. Ha una superficie di 3.081 km² e 41.000 abitanti (stima nel 2000)